# WNBA Draft 2006
Der zehnte WNBA Draft fand am 5. April 2006 im Boston Convention and Exhibition Center in Boston, Massachusetts, Vereinigte Staaten statt. Die Auswahlreihenfolge wurde bei einer Lotterie festgelegt.
Doch bevor der zehnte WNBA Draft durchgeführt wurde, fand am 16. November 2005 ein Expansion Draft für die Chicago Sky statt. Dies war der erste Expansion Draft seit der Saison 2000 als die Miami Sol, Portland Fire, Indiana Fever und Seattle Storm der Liga beitraten.

## Expansion Draft
|    | Spieler                     | Nationalität       | WNBA-Team   | vorheriges WNBA-Team     |
| -- | --------------------------- | ------------------ | ----------- | ------------------------ |
| 1  | Jia Perkins (G)             | Vereinigte Staaten | Chicago Sky | Charlotte Sting          |
| 2  | Brooke Wyckoff (F)          | Vereinigte Staaten | Chicago Sky | Connecticut Sun          |
| 3  | Elaine Powell (G)           | Vereinigte Staaten | Chicago Sky | Detroit Shock            |
| 4  | Kiesha Brown (G)            | Vereinigte Staaten | Chicago Sky | Houston Comets           |
| 5  | Deanna Jackson (F)          | Vereinigte Staaten | Chicago Sky | Indiana Fever            |
| 6  | Laura Macchi (F)            | Italien            | Chicago Sky | Los Angeles Sparks       |
| 7  | Stacey Lovelace-Tolbert (F) | Vereinigte Staaten | Chicago Sky | Minnesota Lynx           |
| 8  | DeTrina White (F)           | Vereinigte Staaten | Chicago Sky | New York Liberty         |
| 9  | Ashley Robinson (C)         | Vereinigte Staaten | Chicago Sky | Phoenix Mercury          |
| 10 | Chelsea Newton (G)          | Vereinigte Staaten | Chicago Sky | Sacramento Monarchs      |
| 11 | Bernadette Ngoyisa (C)      | Republik Kongo     | Chicago Sky | San Antonio Silver Stars |
| 12 | Francesca Zara (G)          | Italien            | Chicago Sky | Seattle Storm            |
| 13 | Stacey Dales-Schuman (G)    | Kanada             | Chicago Sky | Washington Mystics       |

## WNBA Draft

### Runde 1
| Pick | Spielerin                 | Nationalität                   | WNBA-Team                | College/Junior/Klub-Team     |
| ---- | ------------------------- | ------------------------------ | ------------------------ | ---------------------------- |
| 1    | Seimone Augustus (G)      | Vereinigte Staaten             | Minnesota Lynx           | Louisiana State University   |
| 2    | Cappie Pondexter (G)      | Vereinigte Staaten             | Phoenix Mercury          | Rutgers University           |
| 3    | Monique Currie (G)        | Vereinigte Staaten             | Charlotte Sting          | Duke University              |
| 4    | Sophia Young (F)          | St. Vincent und die Grenadinen | San Antonio Silver Stars | Baylor University            |
| 5    | Lisa Willis (G)           | Vereinigte Staaten             | Los Angeles Sparks       | UCLA                         |
| 6    | Candice Dupree (F/C)      | Vereinigte Staaten             | Chicago Sky              | Temple University            |
| 7    | Shona Thorburn (G)        | England                        | Minnesota Lynx           | University of Utah           |
| 8    | Tamara James (G/F)        | Vereinigte Staaten             | Washington Mystics       | University of Miami          |
| 9    | La'Tangela Atkinson (G/F) | Vereinigte Staaten             | Indiana Fever            | University of North Carolina |
| 10   | Tye'sha Fluker (C)        | Vereinigte Staaten             | Charlotte Sting          | University of Tennessee      |
| 11   | Barbara Turner (G)        | Vereinigte Staaten             | Seattle Storm            | University of Connecticut    |
| 12   | Sherill Baker (G)         | Vereinigte Staaten             | New York Liberty         | University of Georgia        |
| 13   | Kim Smith (F)             | Kanada                         | Sacramento Monarchs      | University of Utah           |
| 14   | Scholanda Dorrell (G)     | Vereinigte Staaten             | Sacramento Monarchs      | Louisiana State University   |

### Runde 2
| Pick | Spielerin             | Nationalität       | WNBA-Team                     | College/Junior/Klub-Team  |
| ---- | --------------------- | ------------------ | ----------------------------- | ------------------------- |
| 15   | Ann Strother (G)      | Vereinigte Staaten | Phoenix Mercury (von Houston) | University of Connecticut |
| 16   | Shanna Zolman (G)     | Vereinigte Staaten | San Antonio Silver Stars      | University of Tennessee   |
| 17   | Ambrosia Anderson (F) | Vereinigte Staaten | Minnesota Lynx (von Detroit)  | Brigham Young University  |
| 18   | Liz Shimek (F)        | Vereinigte Staaten | Houston Comets (von Phoenix)  | Michigan State University |
| 19   | Nikki Blue (G)        | Vereinigte Staaten | Washington Mystics            | UCLA                      |
| 20   | Jennifer Harris (G)   | Vereinigte Staaten | Chicago Sky                   | Washburn University       |
| 21   | Mistie Williams (F)   | Vereinigte Staaten | Houston Comets (von Phoenix)  | Duke University           |
| 22   | Willnett Crockett (F) | Vereinigte Staaten | Los Angeles Sparks            | University of Connecticut |
| 23   | Brooke Queenan (F)    | Vereinigte Staaten | New York Liberty              | Boston College            |
| 24   | Renae Camino          | Australien         | Houston Comets                | –                         |
| 25   | Dalila Esche (F)      | Vereinigte Staaten | Seattle Storm                 | University of Florida     |
| 26   | Kasha Terry (F)       | Vereinigte Staaten | Indiana Fever                 | Georgia Tech              |
| 27   | LaToya Bond (G)       | Vereinigte Staaten | Charlotte Sting               | University of Missouri    |
| 28   | Debbie Merrill (F)    | Vereinigte Staaten | Connecticut Sun               | Ohio State University     |

### Runde 3
| Pick | Spielerin                  | Nationalität       | WNBA-Team                | College/Junior/Klub-Team |
| ---- | -------------------------- | ------------------ | ------------------------ | ------------------------ |
| 29   | Tiffany Stansbury (F/C)    | Vereinigte Staaten | Houston Comets           | North Carolina State     |
| 30   | Khara Smith (F)            | Vereinigte Staaten | San Antonio Silver Stars | DePaul                   |
| 31   | Megan Duffy (G)            | Vereinigte Staaten | Minnesota Lynx           | Notre Dame               |
| 32   | Crystal Smith (G)          | Vereinigte Staaten | Phoenix Mercury          | Iowa                     |
| 33   | Miriam Sy (C)              | Vereinigte Staaten | Washington Mystics       | Oklahoma City            |
| 34   | Kerri Gardin (F)           | Vereinigte Staaten | Chicago Sky              | Virginia Tech            |
| 35   | Zane Teilane (C)           | Lettland           | Detroit Shock            | Western Illinois         |
| 36   | Tiffany Porter-Talbert (G) | Vereinigte Staaten | Los Angeles Sparks       | Western Kentucky         |
| 37   | Christelle N'Garsanet (C)  | Elfenbeinküste     | New York Liberty         | Missouri                 |
| 38   | Jessica Foley (G)          | Australien         | Indiana Fever            | Duke                     |
| 39   | Erin Grant (G)             | Vereinigte Staaten | Seattle Storm            | Texas Tech               |
| 40   | Marina Kusina (C)          | Russland           | Indiana Fever            | Nadezha (Russland)       |
| 41   | Lamisha Augustine (F)      | Vereinigte Staaten | Sacramento Monarchs      | San Jose State           |
| 42   | Marita Payne (C)           | Australien         | Connecticut Sun          | Auburn                   |